# Rameau (Santa Lucía)
Rameau es una localidad de Santa Lucía que forma parte del distrito de Micoud.